# Чёрный кот (песня)
«Чёрный кот» — песня композитора Юрия Саульского на стихи поэта Михаила Танича. Написана в сентябре 1964 года.

## История песни
Юрий Саульский рассказывал:

Всё получилось как бы само собой. В конце 1963 года Миша Танич принёс мне листочек со своим текстом. Я сел к инструменту и быстро придумал запев и припев. В редакции самой популярной радиопередачи тех лет «С добрым утром!» нам сказали сразу: это потенциальный шлягер. После того как песню исполнила Тамара Миансарова, так и произошло. «Кот» был одним из первых советских твистов.

Вскоре эта песня зазвучала на польском, немецком и чешском языках.
Саульский также рассказывал, что после появления этой песни «друзья, и те спрашивали: „Юра, как ты мог? Ведь ты же серьёзный музыкант“». Были и более серьёзные обвинения: по его словам, «после концерта в Красноярске к нему подошла дама, директор Дома офицеров и сказала, что концерт был замечательным, за исключением „Чёрного кота“. На вопрос „Почему?“ дама ответила, что в этой песне она усматривает неприятный намек на сельское хозяйство».

## Исполнители
- Тамара Миансарова — классическое исполнение
- Группа Alibabki[пол.] и Filipinki — «Czarny kot» (на польском языке)
- Группа «Браво» (существует 5 версий исполнения — с вокальными партиями Жанны Агузаровой, Евгения Осина, Валерия Сюткина, Роберта Ленца и Ирины Епифановой)
- Группа «Центр»
- Шоу-группа «Доктор Ватсон» (в рамках попурри «Королева красоты» на песни 1960-х годов)[3]
- Группа «Beat Devils»
- Группа «Gagarin Brothers»
- Группа «Вокал-бэнд»
- Марк Тишман на проекте Первого канала «Достояние республики»
- Давид Эшет (на идише)
- Тами Спивак (на иврите) — «שונרא» («Шунра» — «кот» на арамейском)

## В фильмах
- 1989 — Чёрный кот (музыкальный телефильм) — исполняет Игорь Скляр.
- 2015 — Рождена быть звездой
- 2020 — Иван Царевич и Серый Волк 4 — исполняет Михаил Боярский.